# Миропільська сотня
Миропільська сотня (властиво Першомиропільська сотня та Другомиропільска сотня) – адміністративно-територіальна та військова одиниця Сумського полку. Сотенний центр – містечко Миропілля (тепер село Сумської області), що знаходиться на лівому березі річки Псел в місці впадання в нього Удави. 

## Історія
Через те, що було засноване 1650 переважно «викотцями» з однойменного містечка на Волині, перебувало під подвійним врядуванням – старшинсько-козацьким і московсько-воєводським. 
Сотні ліквідовані 1765 внаслідок адміністративно-територіальної реформи слобідських полків, проте Миропільська воєводська канцелярія Бєлгородської губернії функціонувала ще  до 1779, займаючись питаннями, які виникали через наявність широкого козацького стану у Миропіллі.

### Сотники Миропільські
- Андреєв Прокофій N (Прокоп Андрійович N) – 1-ї сотні (1676-1692);
- Гавришев NN – N-ї сотні (? – помер до 1688);
- Богодух Роман N – 2-ї сотні (?-1685-1692-?);
- Прокопов Антон N – N-ї сотні (?-1685-?);
- Голуб Семен Андрійович – N-ї сотні (?-1688-?);
- Марков (Маркович) Кіндрат (Алфьоров Кіндрат Маркович) – N-ї сотні (1689-1703-?);
- Кондратьєв Григорій (Дмитрович ?) – N-ї сотні (?-1732-?);
- Бойков Матвій Кіндратович – сотник N-ї сотні (?-1732-?) *;
- Курський Василь N – N-ї сотні (? – 1749-?).
- Богаєвський Василь Григорович – 1-ї сотні (18.09.1747 – 1765), із підпрапорних (22.12.1746 (15.10.1746) – 18.09.1747); за ін. даними – абшитований із наказних сотників 12.1757 р. підпрапорним;
- Апостол-Кигич Петро Федорович – 2-ї сотні (03.06. (30.06).1753 – 23.05.1766).

### Старшини та урядники
- Голуб Семен Андрійович (?-1692-1695-?) – сотенний писар;
- Голуб Семен Андрійович (?-1694-?) – городовий отаман;
- Голуб Дем’ян N (?-1671-?) – городовий отаман;
- Голуб Дем’ян Семенович (? – до 1732) – сотенний старшина.